# Manto terrestre

Ubicación del manto en un corte esquemático de las capas terrestres (a escala en el de la derecha)

El manto es una capa intermedia de los planetas terrestres o de algunos otros cuerpos planetarios rocosos, como la que se encuentra entre el núcleo, la capa más interna, y la corteza, la más externa. Está compuesto principalmente por silicatos. Para que se forme un manto, el cuerpo planetario debe ser suficientemente grande para haber pasado por el proceso de diferenciación planetaria en términos de densidad. Los planetas terrestres (la Tierra, Venus, Marte y Mercurio), la Luna terrestre, dos de los satélites de Júpiter (Ío y Europa) y el asteroide Vesta tienen cada uno un manto rocoso.

## Manto
El manto terrestre es la capa de la Tierra que se encuentra entre la corteza y el núcleo (supone aproximadamente el 84 % del volumen del planeta). El manto terrestre se extiende desde cerca de 33 km de profundidad (o alrededor de 8 km en las zonas oceánicas) hasta los 2900 km (transición al núcleo). La diferenciación del manto se inició hace cerca de 3800 millones de años, cuando la segregación gravimétrica de los componentes del protoplaneta Tierra produjo la actual estratificación. La presión en la parte inferior del manto ronda los 140 GPa (unas 1 400 000 atmósferas).
Se divide en dos partes: manto interno, sólido, elástico; y manto externo, fluido, viscoso.

### Características
El manto se diferencia principalmente de la corteza por sus características químicas y su comportamiento mecánico, lo que implica la existencia de una clara alteración súbita (una discontinuidad) en las propiedades físicas de los materiales, que es conocida como discontinuidad de Mohorovičić, o simplemente Moho en homenaje a Andrija Mohorovičić, el geofísico que la descubrió. Esta discontinuidad marca la frontera entre la corteza y el manto.
Durante tiempo se pensó que el Moho representaba la frontera entre la estructura rígida de la corteza y la zona más plástica del manto, siendo la zona donde tendría lugar el movimiento entre las placas de la litosfera rígida y la astenosfera plástica. Sin embargo, estudios recientes han demostrado que esa frontera se ubica mucho más abajo, en pleno manto superior, a una profundidad del orden de los 70 km bajo la corteza oceánica y de los 150 km bajo la corteza continental. Así, el manto que se sitúa inmediatamente debajo de la corteza está compuesto por materiales relativamente fríos (aprox. 600 °C), rígido y fundido con la corteza, a pesar de estar separado de ella por la Moho. Ello demuestra que la Moho es en realidad una discontinuidad composicional y no una zona de separación dinámica.

#### Composición
La principal alteración mecánica en el Moho se evidencia en la velocidad de las ondas sísmicas, que aumenta sustancialmente, dada la mayor densidad de los materiales del manto (ya que la velocidad de propagación de una vibración es proporcional a la densidad del material). Esa mayor densidad resulta, además del efecto del aumento de la presión, de las diferencias en su composición química, que es en do al aumento de la proporción relativa de esos minerales, las rocas del manto —peridotita, dunita y eclogita— comparadas con las rocas de la corteza, se caracterizan por un porcentaje de hierro y magnesio mucho mayor, en detrimento del silicio y del aluminio.
El cuadro siguiente da una composición aproximada de los materiales del manto en porcentaje de su masa total (% ponderal). Nótese que la composición del manto puede no ser uniforme, siendo de esperar un aumento gradual de la proporción Fe/Mg con la profundidad; se estima que varíe de 0,25 en el manto superior a 0,6 en el manto inferior.
| Elemento | Cantidad | Nombre   |       | Compuesto | Cantidad |
| -------- | -------- | -------- | ----- | --------- | -------- |
| O        | 44,8     | Oxígeno  |       |           |          |
| Si       | 21,5     | Silicio  | SiO2  | 46        |          |
| Mg       | 22,8     | Magnesio | MgO   | 37,8      |          |
| Fe       | 5,8      | Hierro   | FeO   | 7,5       |          |
| Al       | 2,2      | Aluminio | Al2O3 | 4,2       |          |
| Ca       | 2,3      | Calcio   | CaO   | 3,2       |          |
| Na       | 0,3      | Sodio    | Na2O  | 0,4       |          |
| K        | 0,03     | Potasio  | K2O   | 0,04      |          |
|          | 99,7     | Total    | Total | 99,1      |          |

### Características físicas
Además de las diferencias de composición, el manto también presenta unas características físicas muy diferentes de las de la corteza y del núcleo. En los puntos siguientes se hace una caracterización de los principales parámetros físicos del manto.

#### Estado del material
El material del que se compone el manto puede presentarse en estado sólido o como una pasta viscosa, como resultado de las elevadas presiones. Sin embargo, al contrario de lo que se pueda imaginar, la tendencia en áreas de alta presión es que las rocas se mantengan sólidas, pues así ocupan menos espacio físico que los líquidos resultantes de la fusión. Además de eso, la constitución de los materiales de cada capa del manto determina el estado físico local. Así, el interior de la Tierra, incluyendo el núcleo interno, tiende a ser sólido porque, a pesar de las altísimas temperaturas, está sujeto a presiones tan elevadas que los átomos, al ser compactados, obligan a que las fuerzas de repulsión entre los átomos sean vencidas por la presión externa. En resultado, a pesar de la temperatura, la sustancia se mantiene sólida.

Determinación de las características del interior de la Tierra mediante las ondas sísmicas.

##### Temperatura
Las temperaturas del manto varían entre los 600 °C (873 K) en la zona de contacto con la corteza, hasta los 3500 °C (3773 K) en la zona de contacto con el núcleo, aproximadamente. Este aumento de temperatura refleja a la vez la mayor dificultad de las capas profundas en perder calor por conducción a la superficie y la mayor capacidad endógena de producir calor en profundidad (por el aumento de la desintegración radioactiva y por fricción con los materiales fluidos en movimiento en el núcleo externo).

##### Viscosidad
La viscosidad en el manto superior (la astenosfera) varía entre 1021 y 1024 Pa*s, dependiendo de la profundidad. Por lo tanto, el manto superior se desplaza muy lentamente, comportándose simultáneamente como un sólido y como un líquido de alta viscosidad. Ello explica el lentísimo movimiento de las placas tectónicas y los movimientos isostáticos de hundimiento y realzamiento (rebound) de las placas tectónicas cuando se altera su peso (por ejemplo, con la formación de masas de hielo y su posterior deshielo).

##### Densidad
La densidad en esta región aumenta linealmente de 3,4 a 4,6 (en el manto superior) y de 4,6 a 5,5 (en el manto inferior). En el manto superior, la presencia de la astenosfera marca zonas de fusión parcial. Aparentemente, en el manto inferior no ocurre ningún cambio de fase importante, a pesar de que se dan pequeños gradientes en la velocidad de propagación de las ondas sísmicas a los 1230 km y 1540 km de profundidad. De esta forma, se cree que el aumento en la velocidad de las ondas sísmicas debe ocurrir principalmente como resultado de la compactación de un material de composición uniforme.
Se han propuesto varios modelos que sugieren que el manto inferior contiene más hierro que el manto superior. En este caso, la razón Fe/Mg variaría de 0,25 en el manto superior a 0,6 en el manto inferior. El aumento en la masa atómica media aumentaría la densidad hasta los valores observados, sin necesidad de recurrir a estructuras moleculares complejas.
Estos modelos han generado muchas discusiones, pues si el manto inferior es más denso que el superior sería difícil la existencia de movimientos de convección. Por otro lado, existiendo una convección generalizada en el manto sería difícil mantener la heterogeneidad de la composición química durante grandes intervalos de tiempo. Sin embargo, estas aparentes incoherencias se pueden limar si consideramos la existencia de celdas de convección independientes en el manto.

### Subdivisiones del manto
Si bien no existen diferencias marcadas ni discontinuidades obvias en el interior del manto, pero sí gradientes que reflejan el aumento de la presión y de la temperatura, es común dividir el manto en dos capas:
- el manto superior (de la discontinuidad de Mohorovičić a los 665 km de profundidad se encuentra el final y mide 630 km).
- el manto inferior (de los 3548 km de profundidad al final y mide 2883 km).

#### Manto superior
El manto superior (o manto externo) se inicia en la discontinuidad de Mohorovičić, que está a una profundidad media de 6 km bajo la corteza oceánica y a una profundidad media de 35,5 km bajo la corteza continental, aunque puede alcanzar en esta última profundidades superiores a 400 km en las zonas de subducción.
Las velocidades de las ondas sísmicas medidas en esta capa son típicamente de 8,0 a 8,2 km/s, que son mayores que las registradas en la corteza inferior (6,5 a 7,8 km/s). Los datos geofísicos demuestran que entre 50 y 200 km (o más en las zonas de subducción) de profundidad ocurre una disminución en la velocidad de las ondas P (longitudinales) y una fuerte atenuación de las ondas S (transversales), de ahí que esta región sea conocida como zona de baja velocidad.
Evidencias basadas en datos geofísicos, geológicos y petrológicos, y la comparación con cuerpos extraterrestres, indican que la composición del manto superior es peridotítica. Las peridotitas son una familia de rocas ultrabásicas, mayoritariamente compuestas por olivino magnésico (aprox. un 80 %) y piroxeno (aprox. un 20 %). Aunque son raras en la superficie, las peridotitas afloran en algunas islas oceánicas, en capas levantadas por la orogénesis y en raras kimberlitas.
Experiencias de fusión de peridotitas muestran que su fusión parcial puede originar los basaltos oceánicos en las condiciones de presión y temperatura existentes en el manto superior. Este proceso ocurre probablemente en la zona de baja velocidad, lo que explica la reducción de las velocidades sísmicas por la fusión parcial de los materiales.
Los estudios efectuados en ofiolitas y en la litosfera oceánica demuestran que la formación de la corteza oceánica (con sus escasos 5 km de espesor medio) se efectúa a partir de la porción más superficial del manto superior. El grado de fusión parcial debe alcanzar un 25 %, lo que empobrece a esta zona en componentes de temperatura de fusión baja. Existen pruebas indirectas de que el manto se vuelve menos empobrecido en silicato con el aumento de la profundidad.
Las peridotitas del tipo granate-lherzolitas (60 % olivino, 30 % orto y clinopiroxenos, y 10 % espinelas, granates y plagioclasas), representan probablemente las peridotitas del manto primitivo, que al sufrir fusión parcial, originan magmas basálticos, dejando como residuos harzburgitas (80 % olivino, 20 % ortopiroxenos) y dunitas (olivino). Teniendo en cuenta las relaciones de presión y temperatura, la conclusión es que en profundidades menores la mineralogía está dominada por el complejo plagioclasa-lherzolita (que se encuentra frecuentemente en ofiolitas) y que, con el aumento de la presión, pasará a dominar el complejo espinela-lherzolita (que forma a veces nódulos en basaltos alcalinos). En presiones mayores, la mineralogía más estable es la del complejo granate-lherzolita (que forma nódulos en kimberlitas).

#### Manto inferior
El manto inferior se inicia cerca de los 665 km de profundidad y se extiende hasta la discontinuidad de Gutenberg, situada a 3548 km de profundidad, en la transición al núcleo. El manto inferior está separado de la astenosfera por la discontinuidad de Repetti, siendo pues una zona esencialmente sólida y de muy baja plasticidad.
La densidad en esta región aumenta linealmente de 4,6 a 5,5. Aparentemente, en el manto inferior no ocurre ningún cambio de fase importante, a pesar de que se dan pequeños gradientes en la velocidad de propagación de las ondas sísmicas a los 1230 km y 1540 km de profundidad. De esta forma, se cree que el aumento en la velocidad de las ondas sísmicas debe ocurrir principalmente como resultado de la compactación de un material de composición uniforme. Se han propuesto varios modelos que sugieren que el manto inferior contiene más hierro que el manto superior.
La temperatura varía de 1000 °C a 3000 °C, aumentando con la profundidad y con el calor producido por la desintegración radioactiva y por conducción a partir del núcleo externo (donde la producción de calor por fricción que experimentan los flujos que generan el geomagnetismo es grande).

### Convección en el manto y puntos calientes

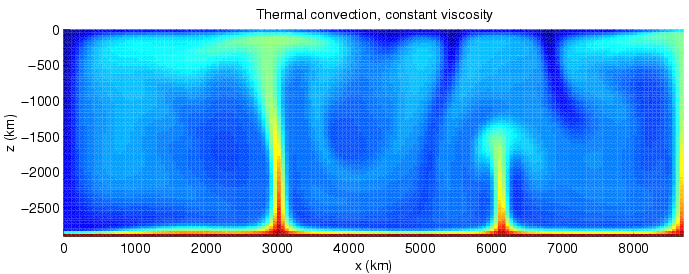
Modelo informático en el que se estudia como se desplazan los materiales en el manto.

Debido a las diferencias de temperatura entre la corteza terrestre y el núcleo externo existe la posibilidad térmica de formación de una corriente convectiva que abarque todo el manto. No obstante, esta capacidad se ve mermada por la bajísima plasticidad de los materiales del manto inferior y por el gradual aumento de la densidad (por la diferencia de composición y de la presión).
Sin embargo, ello no impide que suban en dirección a la superficie diapiros plutónicos aislados y que fragmentos de corteza más fría y densa se hundan en las zonas de subducción, formando extensas zonas de re-fusión de materiales de la corteza. La baja plasticidad fuerza a estos movimientos a una extrema lentitud, haciéndolos durar centenares de miles, o incluso millones, de años.
En las zonas donde los diapiros persisten y se aproximan de la superficie, lo que lleva a la fusión de los materiales a medida que la presión disminuye con el ascenso, se forman puntos calientes (del inglés, hot spots) que después se traducen, en la superficie, en formaciones intrusivas, en vulcanismo persistente o en un ensanchamiento de la corteza oceánica. En las zonas de subducción, la subida de los materiales fundidos y el efecto de la introducción de enormes cantidades de agua en el manto llevan al surgimiento de arcos insulares (como las Antillas o Japón) y de cadenas volcánicas (como la Cordillera de los Andes).
La convección en el manto terrestre es un proceso caótico de dinámica de fluidos que parece determinar el movimiento de las placas tectónicas y, por esa vía, a la deriva de los continentes. En este contexto conviene tener presente que la deriva de los continentes es solo parte del proceso de desplazamiento de las placas tectónicas, ya que la rigidez de estas y los fenómenos de generación de nueva corteza que ocurren a lo largo de los rifts y de destrucción a lo largo de las regiones de subducción, dan a este un carácter muy complejo.
Por otro lado, el movimiento de la litosfera está necesariamente desligado del de la astenosfera, lo que hace que las placas se desplacen con velocidades relativas diferentes sobre el manto. De ahí que los hot-spots puedan dar origen a cadenas de islas (como los archipiélagos de Hawái y de las Azores, en los que cada isla o volcán marca la posición relativa del hot-spot en relación con la placa litosférica en un determinado tiempo).
Dada la complejidad de los fenómenos de convección del manto existen grandes incertidumbres en su modelación, admitiéndose incluso que existan diferentes celdas convectivas en capas distintas del manto, creando un sistema con múltiples capas entre el núcleo y la corteza.
A pesar de que existe una tendencia general de aumento de la viscosidad con la profundidad, esta relación no es lineal y parece que existen capas con una viscosidad mucho mayor que la esperada en el manto superior y junto a la zona de transición al núcleo externo.
Debido a la baja viscosidad de la astenosfera, sería de esperar que no existieran seísmos con hipocentros situados a más de 300 km de profundidad. Eso es en general verdadero, puesto que los seísmos que se dan en las zonas oceánicas raramente tienen su hipocentro por debajo de los 25 km, y los seísmos en las zonas continentales tienen su foco a 30-35 km de profundidad. Sin embargo, en las zonas de subducción, el gradiente geotérmico puede ser sustancialmente reducido, lo que aumenta la rigidez del material del manto en su alrededor. De ahí que ya se hayan registrado en estas regiones seísmos con profundidades focales de 400 km a 670 km, si bien son casos muy raros.
La presión en las capas inferiores del manto alcanza los ~140 GPa (1,4 Matm). A pesar de estas gigantescas presiones, que aumentan con la profundidad, se piensa que, aun así, es posible que todo el manto se deforme como un fluido muy viscoso cuando se consideran largos periodos de tiempo. La viscosidad del manto superior varía entre 1021 y 1024 Pas, dependiendo de la profundidad. De ahí que cualquier movimiento en el manto tenga que ser necesariamente hiperlento.
Esta situación de alta viscosidad contrasta fuertemente con la fluidez del núcleo externo, aunque esté sometido a una presión mayor. Tal contraste resulta la composición férrica del núcleo, cuyo punto de fusión es muy inferior al de los compuestos del hierro existentes en el manto. Así, los compuestos del hierro del manto inferior, a pesar de estar sometidos a una presión inferior, están en estado sólido (aunque, si tomamos grandes escalas de tiempo como referencia, actúan como un fluido de una viscosidad extrema), mientras que el núcleo externo, de hierro casi puro, está en estado líquido. El núcleo interno está en estado sólido dadas las presiones extremas a las que está sometido.
Las implicaciones de esta diferencia entre el manto y el núcleo externo (y entre este y el interno) son determinantes para la vida en la Tierra, pues de aquí que nace el campo magnético terrestre que funciona como un escudo electromagnético que protege la vida en la superficie terrestre de las radiaciones ionizantes del espacio exterior y de los vientos solares.

### Exploración
El conocimiento que se tiene del manto se basa esencialmente en estudios geofísicos indirectos, en especial en el estudio de la propagación de las ondas sísmicas, y en el estudio de muestras de rocas de gran profundidad que son traídas hacia la superficie por la orogenia o por el vulcanismo (ofiolitas, kimberlitas y xenolitas). De ahí el interés por obtener muestras directas del manto, lo que se intentó, en vano, con el proyecto de perforación oceánica denominado proyecto Mohole, que pretendía hacer una perforación que alcanzara la discontinuidad de Mohorovičić. La mayor profundidad alcanzada en este proyecto, abandonado por su enorme coste en 1966 fue de 180 m bajo el suelo marino. En 2005 la tercera más profunda prospección alcanzó 1416 m bajo el fondo marino desde el barco de perforación JOIDES Resolution.
Una nueva tentativa se llevó a cabo en 2007. Esta vez se usó el navío japonés Chikyu para perforar 7000 m en la corteza oceánica, cerca del triple de la profundidad máxima alcanzada en los fondos oceánicos, con el objetivo de obtener materiales de la discontinuidad y de las capas del manto superior situadas inmediatamente debajo.
En marzo de 2007 una expedición compuesta por una docena de científicos liderada por el profesor Roger C. Searle (Universidad de Durham, Reino Unido) exploró una región submarina de unos 4000 metros de diámetro, ubicada a 4900 metros de profundidad en el océano Atlántico a medio camino entre las costas de África y Sudamérica. La zona llamó la atención de los científicos por creerse que en la misma el manto terrestre se encuentra expuesto, no existiendo corteza detectable en este particular lugar. Empleando un robot explorador dirigido por control remoto, se realizaron perforaciones en tres zonas distintas del área expuesta del manto. Estaba previsto que las perforaciones tuvieran 4 cm de diámetro y 1 metro de profundidad. La misión duró unas seis semanas y estuvo compuesta por geólogos y oceanógrafos del Centro Oceanográfico Nacional (NOC, en sus siglas en inglés) de la ciudad inglesa de Southampton. Viajaron a bordo del buque "RRS James Cook", llamado así en honor del célebre explorador británico del siglo XVIII.